# Władysław Wenzel
Władysław Jan Wenzel (ur. 25 kwietnia 1903 we Lwowie, zm. 30 lipca 1996) – harcmistrz, oficer Wojska Polskiego II RP.

## Życiorys
Władysław Jan Wenzel urodził się 25 kwietnia 1903 we Lwowie. Od młodości był zaangażowany w harcerstwo. Od 1917 należał do I Lwowskiej Drużyny Harcerzy. U kresu I wojny światowej w listopadzie 1918 uczestniczył w obronie Lwowa podczas wojny polsko-ukraińskiej. W 1921 ukończył VII klasę i 11 czerwca 1921 zdał egzamin dojrzałości w XI Państwowym Gimnazjum im. Jana i Andrzeja Śniadeckich we Lwowie. W czasie nauki szkolnej równolegle brał udział w wojnie polsko-bolszewickiej. W okresie II Rzeczypospolitej był harcerzem. W 1928 mianowany podharcmistrzem. Od 1928 do 1934 był kierownikiem administracyjnym lwowskiego czasopisma „Skaut”, od 1931 do 1939 był członkiem zarządu Oddziału Lwowskiego ZHP, pełnił funkcję kierownika wydawnictwa „Skaut”, w 1936 był redaktorem naczelnym czasopisma, później do 1939 znów był kierownikiem wydawnictwa. Podczas Jubileuszowego Zlotu Związku Harcerstwa Polskiego w Spale w lipcu 1935 z ramienia Chorągwi Lwowskiej był zastępcą kierownika działu prasy i propagandy w Podobozie IV. W latach 30. mianowany harcmistrzem (1934, lub 1937). W Wojsku Polskim II RP został awansowany na stopień podporucznika rezerwy w korpusie oficerów intendentów ze starszeństwem z dniem 1 lipca 1925.
Po wybuchu II wojny światowej i kampanii wrześniowej wydostał się z ziem polskich i od 1939 do 1940 był sekretarzem Przedstawicielstwa ZHP na Węgrzech. Później przedostał się na Zachód i od 1940 do 1943 był członkiem Komitetu Harcerskiego w Wielkiej Brytanii, od 1943 do 1945 sekretarzem Komitetu Naczelnego ZHP na czas wojny w Londynie. Po zakończeniu wojny pozostał na emigracji. Od 1945 do 1946 był członkiem Niezależnego Ruchu Harcerskiego poza granicami Kraju (NRH pgK). Od 1955 do 1988 zasiadał w Głównej Komendzie Harcerzy poza granicami Kraju. Był członkiem emigracyjnego Koła Harcerzy i Harcerek z lat 1911–1945, współzałożycielem Koła Lwowian w Londynie, od 1966 kierownikiem sekcji bibliograficznej w Harcerskiej Komisji Historycznej. Zmarł 30 lipca 1996.

## Odznaczenie
- Krzyż Kawalerski Orderu Odrodzenia Polski (10 listopada 1978)[7]